# Ariasella
Ariasella es un género de dípteros braquíceros de la familia Hybotidae.

## Especies
Se reconocen las siguientes en Europa:
- Ariasella lusitanica
- Ariasella pandellei
- Ariasella pieltaini
- Ariasella semiaptera